# Grip fyr
Das Grip fyr ist ein Leuchtfeuer in der westnorwegischen Gemeinde Kristiansund im Fylke Møre og Romsdal.

Der gusseiserne Turm steht auf einem Fundament aus Stein. Zur Leuchtfeuerstation gehört auch noch ein Bootshaus und zwei Anlegestellen.

Grip fyr liegt auf einem Felsen in der Nähe des Fischerdorfes Grip, vor der Stadt Kristiansund Die flache Felseninsel Grip war bis 1964 mit 400 Einwohnern die kleinste Gemeinde Norwegens. Grip war bis 1728 im Besitz des Königs, später wurde Grip von Kaufleuten aus Kristiansund verwaltet. Heute ist Grip nicht mehr ständig bewohnt. Die Wohngebäude werden nur noch als Ferienhäuser genutzt und erhalten.